# Simulium kanchaveli
Simulium kanchaveli es una especie de insecto del género Simulium, familia Simuliidae, orden Diptera.
Fue descrita científicamente por Machavariani, 1966.